# Leap Years
Leap Years  è una serie televisiva statunitense in 20 episodi trasmessi per la prima volta nel corso di una sola stagione dal 2001 al 2002.

## Personaggi e interpreti
- Beth Greenway (20 episodi), interpretata da Nina Garbiras, doppiata da Roberta Pellini.
- Gregory Paget (20 episodi), interpretato da Garret Dillahunt, doppiato da Franco Mannella.
- Athena Barnes (20 episodi), interpretata da Michelle Hurd, doppiata da Paola Majano.
- Joe Rivera (20 episodi), interpretato da Bruno Campos, doppiato da Gianni Bersanetti.
- Josh Adler (19 episodi), interpretato da David Julian Hirsh.
- Valerie (10 episodi), interpretata da Polly Shannon.
- Spencer Matthew (9 episodi), interpretato da Kenneth Mitchell.
- Peter (9 episodi), interpretato da Seann Gallagher.
- Frannie (8 episodi), interpretata da Inga Cadranel.
- Randy Gendel (8 episodi), interpretato da Gordon Currie.
- Tammy Harris (7 episodi), interpretato da Marya Delver.
- Carlito (7 episodi), interpretato da Joseph Di Mambro.
- Stokely Mullins (6 episodi), interpretato da Lori Alter.
- detective Phil Logan (5 episodi), interpretato da Kevin Jubinville.
- Bernardo Rivera (5 episodi), interpretato da Edouard DeSoto.
- Tyler - Age 3 (5 episodi), interpretato da Evan Laszlo.
- Fishelson (5 episodi), interpretato da George R. Robertson.
- Rosemary (4 episodi), interpretata da Stacey Coke.
- Amanda Dooling (4 episodi), interpretata da Deborah Odell.
- Russ Adler (4 episodi), interpretato da Peter Onorati.
- Alan - il procuratore distrettuale (3 episodi), interpretato da Barry Flatman.
- detective Ed Krouse (3 episodi), interpretato da Bruce McFee.
- Scott (3 episodi), interpretato da Gord Rand.
- Teresa (3 episodi), interpretata da Tracy Waterhouse.
- Anderson (3 episodi), interpretato da Rod Wilson.
- LaMotta (3 episodi), interpretato da Joseph Ziegler.

## Produzione
La serie, ideata da Ron Cowen e Daniel Lipman, fu prodotta da Metro-Goldwyn-Mayer, Showtime Networks e Temple Street Productions e girata  a Toronto in Canada.

### Registi
Tra i registi della serie sono accreditati:
- Alex Chapple
- Stacey Stewart Curtis
- Michael DeCarlo
- Ken Girotti
- George Mendeluk
- Sandor Stern

## Distribuzione
La serie fu trasmessa negli Stati Uniti dal 2001 al 2002 sulla rete televisiva Showtime. In Italia è stata trasmessa dal 7 aprile 2005 su Jimmy con il titolo Leap Years.
Alcune delle uscite internazionali sono state:
- negli Stati Uniti il 29 luglio 2001 (Leap Years)
- in Israele il 30 gennaio 2002
- in Canada il 15 marzo 2002
- in Italia il 7 aprile 2005 (Leap Years)

## Episodi
| Stagione       | Episodi | Prima TV USA |
| -------------- | ------- | ------------ |
| Prima stagione | 20      | 2001-2002    |